# 布列塔尼达马尼亚克
布列塔尼-达马尼亚克（法語：Bretagne-d'Armagnac，法語發音：[bʁətaɲ daʁmaɲak]，意为“阿马尼亚克的布列塔尼”）是法国热尔省的一个市镇，属于孔东区。

## 地理
布列塔尼-达马尼亚克（43°53'11"N, 0°8'17"E）面积12.35 平方千米，位于法国奧克西塔尼大區热尔省，该省份为法国西南部内陆省份，北起顺时针与洛特-加龙省、塔恩-加龙省、上加龙省、上比利牛斯省、大西洋比利牛斯省和朗德省接壤。
与布列塔尼-达马尼亚克接壤的市镇（或旧市镇、城区）包括：卡斯泰尔诺多藏-拉巴雷尔、卡兹讷沃、埃欧兹、蒙雷阿勒。
布列塔尼-达马尼亚克的时区为UTC+01:00、UTC+02:00（夏令时）。

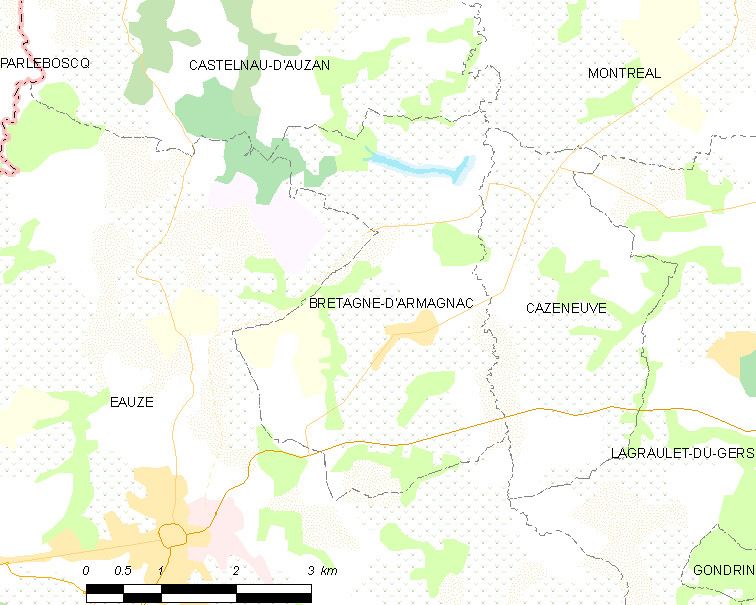
布列塔尼-达马尼亚克的OSM定位图

## 行政
布列塔尼-达马尼亚克的邮政编码为32800，INSEE市镇编码为32064。

## 政治
布列塔尼-达马尼亚克所属的省级选区为阿马尼亚克-泰纳雷兹县。

## 人口

1962-2008年间布列塔尼-达马尼亚克人口变化图示

布列塔尼-达马尼亚克于2022年1月1日时的人口数量为400人。